# Пасічний (Курська область)
Пасічний (рос. Пасечный) — селище в Обоянському районі Курської області Російської Федерації.
Населення становить 227 осіб. Входить до складу муніципального утворення Биканівська сільрада.

## Історія
Населений пункт розташований на території українського етнічного та культурного краю Східна Слобожанщина.
Від 2004 року входить до складу муніципального утворення Биканівська сільрада.

## Населення
| 2002 | 2010 |
| ---- | ---- |
| 349  | ↘227 |